# Gabriele Zimmer
Gabriele Zimmer (Berlín Este, 7 de mayo de 1955) es una política alemana de Die Linke (La Izquierda). Es miembro del Parlamento Europeo desde 2004, siendo reelegida en 2009, 2014 y 2019. Desde marzo de 2012, también es presidenta del Grupo Confederal de la Izquierda Unitaria Europea/Izquierda Verde Nórdica, tras la renuncia de Lothar Bisky.

## Biografía

### Primeros años
Nacida en Berlín, creció sin su padre en Schleusingen, cerca de Suhl, Turingia. Asistió de 1961 a 1969 a la Escuela Superior Politécnica y luego a la Escuela Superior Extendida en Schleusingen en 1973. Estudió traducción e interpretación de francés y ruso en el Departamento de Lingüística Aplicada y Teórica de la Universidad de Leipzig (en ese entonces Universidad Karl Marx). Trabajó en el sector privado entre 1977 y 1989, como administrativa, editora y redactora.

### Carrera partidaria
Ha sido miembro del partido comunista de Alemania Oriental, del Partido Socialista Unificado de Alemania y sus sucesores, continuamente desde 1981. De 2000 a 2003 fue presidenta nacional del Partido del Socialismo Democrático (PSD). Previamente fue vicepresidenta nacional entre 1996 y 2000, presidenta del PSD de Turingia desde 1990 hasta 1998, y líder del grupo parlamentario del PSD en el Parlamento Regional Turingio (1999-2000). Desde 2007 es miembro de Die Linke (La Izquierda).

### Carrera pública
Fue diputada en el Parlamento Regional Turingio de 1990 a 2004. Ese último año fue elegida eurodiputada. En el Parlamento Europeo, ha formado parte de las comisiones de Desarrollo y de Empleo y Asuntos Sociales.